# Lady Macbeth (película)
Lady Macbeth es una película británica dramática de 2016 dirigida por William Oldroyd, escrita por Alice Birch y protagonizada por Florence Pugh, Cosmo Jarvis, Paul Hilton y Naomi Ackie. Es una adaptación de la obra Lady Macbeth de Mtsensk, del autor ruso Nikolái Leskov, publicada en 1865.

## Argumento
En la Inglaterra rural de 1865, Katherine es una joven casada con un hombre amargado mayor que ella, quien la somete a constantes humillaciones. Un día que su familia la deja sola, Katherine inicia un romance con un joven trabajador de la finca de su marido, lo cual despierta en ella una fuerza determinante.

## Reparto
- Florence Pugh - Katherine
- Cosmo Jarvis - Sebastian
- Paul Hilton - Alexander
- Naomi Ackie - Anna
- Christopher Fairbank - Boris
- Golda Rosheuvel - Agnes

## Reconocimientos
| Festival                                | Premio                                           | Nominación    | Resultado |
| --------------------------------------- | ------------------------------------------------ | ------------- | --------- |
| Premio del Cine Independiente Británico | Mejor guion                                      | Alice Birch   | Ganadora  |
| Premio del Cine Independiente Británico | Mejor actriz                                     | Florence Pugh | Ganadora  |
| Premio del Cine Independiente Británico | Mejor actriz de reparto                          | Naomi Ackie   | Ganadora  |
| Premios BAFTA                           | Mejor película británica                         | Lady Macbeth  | Nominada  |
| Premios BAFTA                           | Mejor debut de un director, escritor o productor | Lady Macbeth  | Nominada  |
| Premios Goya                            | Mejor película europea                           | Lady Macbeth  | Nominada  |